# Massenpanik im Kanjuruhan-Stadion 2022
Die Massenpanik im Kanjuruhan-Stadion von Malang, einer Stadt in der indonesischen Provinz Ostjava auf der Insel Java, ereignete sich in den Abendstunden des 1. Oktober 2022 (Ortszeit) nach einem Fußballspiel der Liga 1. Nach dem Einsatz von Tränengas durch die Polizei infolge von Ausschreitungen kam es zu einer Massenpanik, in deren Folge mindestens 135 Menschen ums Leben kamen.
Es war eine der schwersten Sportstadion-Katastrophen in der Geschichte. Nach der Massenpanik im Nationalstadion Perus 1964 und vor der im Accra Sports Stadium 2001 war es das Fußballereignis mit den zweitmeisten Todesopfern.
Nach einem Treffen mit FIFA-Chef Gianni Infantino gab Indonesiens Staatspräsident Joko Widodo am 18. Oktober 2022 bekannt, dass das Kanjuruhan-Stadion abgerissen und in Zusammenarbeit mit der FIFA neu aufgebaut werden solle.
Der Spielbetrieb der 1. Liga wurde für über zwei Monate ausgesetzt und erst am 5. Dezember 2022 wieder aufgenommen.

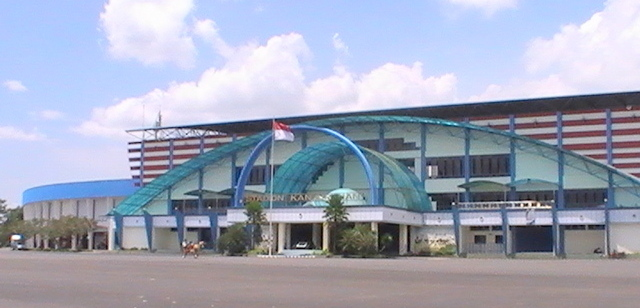
Kanjuruhan-Stadion, 2010

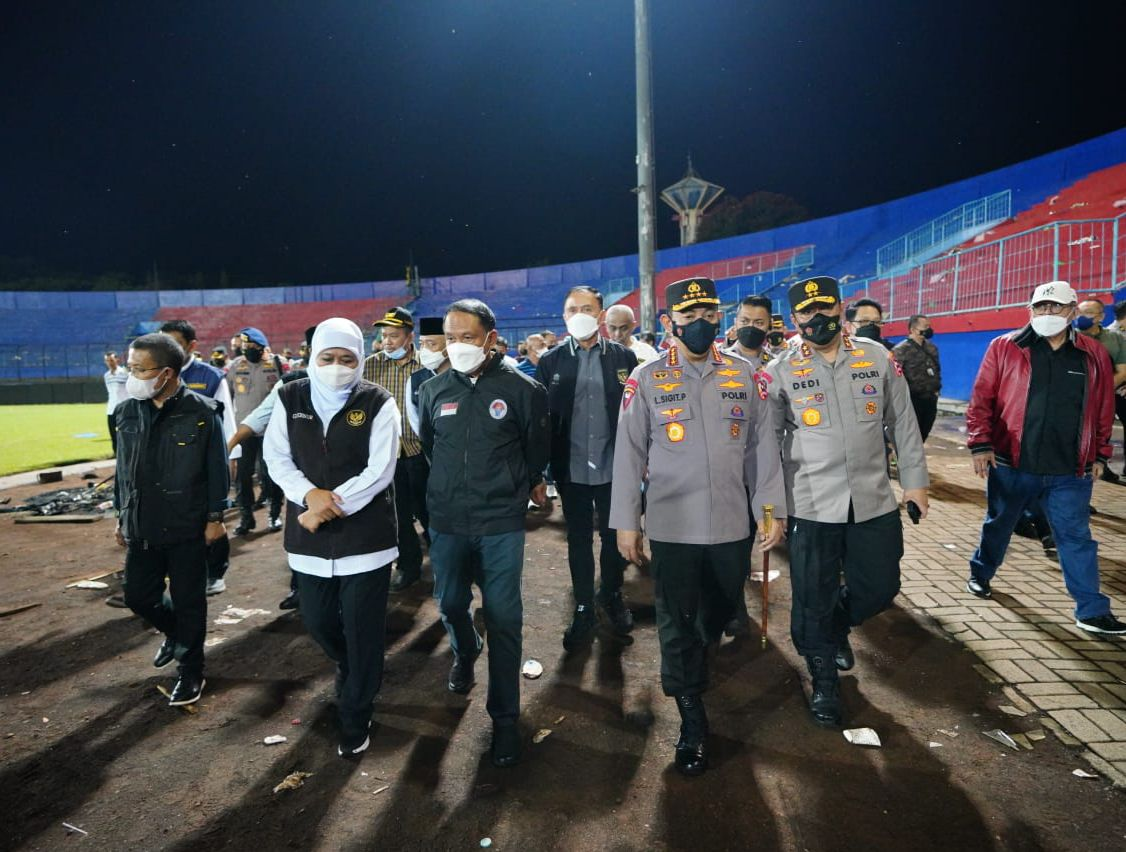
Stadion-Besuch des Chefs der Nationalpolizei, des Sport-Ministers, des Gouverneurs von Ost-Java und des FAI-Präsidenten

## Hergang
Zu dem Unglück kam es nach dem Ende des Fußballspiels zwischen Arema Malang und seinem Erzrivalen Persebaya Surabaya (2:3). Es war die erste Heimniederlage für Arema im Ostjava-Super-Derby seit mehr als zwei Jahrzehnten. Nach dem Abpfiff stürmten laut Polizeiangaben etwa 3000 Anhänger des unterlegenen Arema FC das Spielfeld des mit 42.000 Zuschauern ausverkauften Kanjuruhan-Stadions. Offiziell hätten jedoch nur 38.000 Eintrittskarten verkauft werden dürfen. Die Polizei setzte Tränengas ein, um die Stadionbesucher auf dem Spielfeld zu zerstreuen, schoss aber auch Tränengas in Richtung der Tribünen, was dort bei Zuschauern zu Atemnot und Sauerstoffmangel führte. Um dem Tränengas zu entgehen, flüchteten Zuschauer in Panik zu dem einzig verbliebenen Ausgang, was aufgrund des Gedränges zu Asphyxie und zum Tod von mindestens 135 Personen führte. 34 Menschen seien auf dem Spielfeld gestorben, die weiteren Opfer in umliegenden Krankenhäusern. Unter den Toten seien mindestens 37 Kinder und Jugendliche zwischen drei und 17 Jahren. Die Zahl der Verletzten wurde am Montag, dem 10. Oktober mit 583 angegeben.
Die Polizei meldete zudem, dass zehn Polizei- sowie drei Privatfahrzeuge beschädigt bzw. zerstört worden seien.

## Hintergrund
In Indonesien ist es in der Vergangenheit des Öfteren zu Ausschreitungen und auch Gewalt unter den Anhängern der verschiedenen Vereine gekommen. Die FIFA-Regeln besagen, dass Ordner und Polizisten keine Schusswaffen oder Reizgas in Stadien bei sich tragen oder einsetzen dürfen.
Auf Empfehlung der Polizei wurden Persebaya-Anhängern keine Eintrittskarten für das Spiel zur Verfügung gestellt.
Indonesien war als Gastgeber der vom 20. Mai bis 11. Juni stattfindenden U-20-Fußball-Weltmeisterschaft 2023 vorgesehen. Auch aus diesem Grund stand man unter „besonderem Aufklärungsdruck“. Am 29. März 2023 – weniger als zwei Monate vor dem Eröffnungsspiel – entzog die FIFA Indonesien das Austragungsrecht und vergab dieses neu an Argentinien.
Zudem war Indonesien Bewerber um die Austragung der Fußball-Asienmeisterschaft 2023. Aufgrund der Katastrophe wurde Indonesien Mitte Oktober 2022 vom Bewerbungsverfahren ausgeschlossen und Katar stattdessen am 17. Oktober als Gastgeber bestätigt.

## Einschätzungen der Lage vor Ort

### Ursachenforschung
Nach Angaben der indonesischen Polizei hätte es nicht ausreichend Fluchtwege gegeben. Die Tore des Stadions in Malang seien zu klein gewesen. Nur zwei Menschen hätten gleichzeitig hindurch gepasst, teilten die Beamten mit. Jedoch hätten am Samstagabend Hunderte zu entkommen versucht. Die Tore und somit die ausreichend vorhandenen Fluchtmöglichkeiten würden in den Zuständigkeitsbereich der Veranstalter fallen.
Untersuchungen des zur Aufklärung der Katastrophe eingesetzten Joint Independent Fact Finding Teams zufolge hatte die Polizei aus Sicherheitsgründen im Vorfeld des Spiels die Verlegung von 20:00 Uhr abends auf 15:00 Uhr nachmittags (Ortszeit) beantragt. Dieser Antrag wurde jedoch abgelehnt.
Weitere Untersuchungen hätten ergeben, dass der polizeiliche Einsatz von Tränengas die Ursache der tödlichen Massenpanik sei.
Das untersuchende Joint Independent Fact Finding Team fordert den Rücktritt des Chefs des indonesischen Fußball-Verbandes PSSI, Mochamad Iriawan. Dies teilte ein hochrangiger Minister am Freitag der Nachrichtenagentur AFP mit. „Technisch gesehen kann die Regierung nicht in den PSSI eingreifen, aber in einem Land, das auf Moral, Ethik und einer grossartigen Kultur basiert, wird empfohlen, dass der Chef des PSSI und alle Mitglieder des Exekutivkomitees zurücktreten, um ihre Verantwortung wahrzunehmen.“, hieß es in einem Bericht der Task Force, der an den indonesischen Präsidenten Joko Widodo überreicht wurde.
Das Untersuchungsteam fand auch CCTV-Aufnahmen im Kanjuruhan-Stadion, von denen angenommen wurde, dass sie gelöscht wurden, was auf einen möglichen Vertuschungsversuch hinweist. Das Filmmaterial stammte aus der Hauptlobby und dem Parkplatz mit einer Dauer von 3 Stunden 21 Minuten.
PSSI-Präsident Mochamad Iriawan lehnt einen Rücktritt mit der Begründung ab, keinerlei Verantwortung für die Vorkommnisse zu tragen.
Die Polizei soll laut Angaben von Human Rights Watchdog 45 Mal Tränengas verschossen haben.

## Reaktionen
Der indonesische Präsident Joko Widodo ordnete nach den Ausschreitungen eine Sicherheitsüberprüfung der Fußballspiele des Landes an. Widodo teilte in einer im indonesischen Fernsehen übertragenen Erklärung mit, der Sport- und Jugendminister des Landes, der nationale Polizeichef und der Vorsitzende des indonesischen Fußballverbandes wurden angewiesen, „eine gründliche Bewertung der Fußballspiele und der Sicherheitsverfahren vorzunehmen“.
Das Kepanjen-Regional-Krankenhaus und das Wava-Krankenhaus teilten mit, ihre Stationen seien voll von Verletzten der Ausschreitungen, woraufhin sie diese an andere Krankenhäuser in der Umgebung der Stadt verteilen müssten.
Die Nationale Kommission von Human Rights Watch Indonesien plant Untersuchungen zu den Sicherheitsvorkehrungen in und um das Stadion.
Der Präsident des Fußball-Weltverbandes FIFA, Gianni Infantino, sprach den Angehörigen der Opfer sein Beileid aus: „Die Fussballwelt ist zutiefst schockiert von den tragischen Vorkommnissen im Kanjuruhan-Stadion in Indonesien nach dem Spiel zwischen dem FC Arema und Persebaya Surabaya. Dies ist ein schwarzer Tag für alle am Fussballsport Beteiligten und eine unfassbare Tragödie. Ich spreche den Familien und allen Freunden der Opfer, die bei diesem tragischen Vorfall ihr Leben verloren haben, mein zutiefst empfundenes Beileid aus“.
Der Chef der indonesischen Nationalpolizei, Listyo Sigit Prabowo, der Minister für Jugend und Sport, Zainudin Amali, der Gouverneur von Ost-Java, Khofifah Indar Parawansa, und der Vorsitzende des gesamtindonesischen Fußballverbands, Mochamad Iriawan, kamen am Folgetag zur Inspektion ins Kanjuruhan-Stadion, den Ort der Katastrophe.
Die indonesische Regierung setzte eine unabhängige Untersuchungskommission zur Klärung der Hintergründe der Katastrophe ein. Das „Joint Independent Fact Finding Team“ bestehe aus Regierungsbeamten, Vertretern des Fußballverbandes, Experten, Akademikern und Journalisten, teilte der Sicherheitsminister Indonesiens, Mohammad Mahfud, mit.
Der Präsident des Clubs Arema Malang, Gilang Widya Pramana, drückte den Angehörigen der Opfer sein Beileid aus. „Als Präsident von Arema FC entschuldige ich mich bei allen Einwohnern von Malang, die von diesem Vorfall betroffen waren. Ich bin sehr besorgt und verurteile die Ausschreitungen im Kanjuruhan-Stadion, bei denen mehr als hundert Menschen ums Leben kamen, aufs Schärfste“, sagte Gilang. „Ich empfinde tiefe Trauer und Beileid für die Aremania, die letzte Nacht Opfer der Kanjuruhan-Katastrophe wurden. Ich hoffe, den Hinterbliebenen wird Mut gemacht“, fügte er hinzu. Er wies das Management des Clubs an, sich mit dem Gesundheitszentrum abzustimmen, um die Finanzierung der zu behandelnden Opfer zu übernehmen. Zudem sagte er die vollumfängliche Unterstützung, der von der Polizei durchgeführten Ermittlungen zu dem Vorfall zu: „Wir unterstützen auch voll und ganz die von der Polizei durchgeführten Ermittlungen und bitten die Parteien, Zurückhaltung zu üben, bis es zur Aufklärung der Vorfälle gekommen ist.“, so Gilang.
Bei allen Spielen der Europäische Fußball-Union (UEFA), der Champions League, Europa League und Conference League sowie der Weltmeisterschafts-Playoffs der Frauen in der 1. Oktober-Woche wurde vor Spielbeginn eine Schweigeminute abgehalten.
Als Reaktion auf dieses Ereignis wurde beschlossen, dass jeder, der in Katar ein Spiel der Fußball-Weltmeisterschaft 2022 besucht, eine Hayya Card beantragen muss, die als Zugangsberechtigung gilt. Dies gilt auch für Kinder und Jugendliche. Die Hayya Card beinhaltet sowohl persönliche Daten sowie die Eintrittskarte ins Stadion am Spieltag.

## Folgen
Nach ersten Untersuchungen gab es ebenfalls erste personelle Konsequenzen. So gab der nationale Polizeisprecher Dedi Prasetyo auf einer Pressekonferenz bekannt, man habe den Polizeichef der Stadt Malang, Ferli Hidayat, von seinem Amt entbunden. Weiterhin gab er an, neun weitere Beamte seien suspendiert worden und gegen mindestens 28 andere Polizeibeamte werde wegen mutmaßlicher Verstöße gegen die Berufsethik im Zusammenhang mit der Katastrophe ermittelt.
Am 4. Oktober wurden zudem zwei Funktionäre des Fußballklubs Arema Malang mit einer lebenslangen Sperre belegt. Dies teilte der indonesische Fußballverband mit.
- „Abdul Haris als leitender Spielorganisator und Suko Sutrisno als Spielsicherheitskoordinator sind lebenslang nicht mehr zu fußballerischen Aktivitäten zugelassen“, sagte Erwin Tobing, Mitglied der Disziplinarkommission des Verbandes (PSSI).[58]

Weiterhin müsse Arema Malang eine Geldstrafe in Höhe von 250 Millionen Indonesischen Rupiah (16.600 Euro) zahlen, so PSSI.
Der indonesische Polizeichef, Listyo Sigit Prabowo, teilte am 6. Oktober mit, dass sechs Personen wegen der Ereignisse strafrechtlich verfolgt würden. „Aufgrund der Ermittlungen und ausreichender Beweise haben wir sechs Verdächtige ermittelt“, gab er auf einer Pressekonferenz an. Zu den sechs Verdächtigen gehören drei Polizisten und drei Personen, die für das Spiel und seine Sicherheit verantwortlich sind, darunter der Leiter des Organisationskomitees von Arema FC und einer der Sicherheitsbeamten des Klubs, teilte er mit. Diese würden sich nun wegen fahrlässiger Tötung verantworten müssen. Zwei der beschuldigten Polizisten hätten die Anweisung gegeben, in Inneren des Stadions Tränengas einzusetzen, teilte der Polizeichef mit. Der dritte Polizist habe von den Sicherheitsvorschriften seitens des Weltfußballverbands Fifa gewusst, wonach der Einsatz von Tränengas am Spielfeldrand verboten ist, diesen Einsatz jedoch nicht verhindert. Den Beschuldigten drohen Haftstrafen von bis zu fünf Jahren.
Am 6. Oktober schickte Widodo über den Minister für staatseigene Unternehmen Erick Thohir einen Brief. Die FIFA antwortete wie folgt:
- Es wird keine Sanktion für Indonesien und die indonesische Nationalmannschaft seitens der FIFA.
- Es wird eine Zusammenarbeit zwischen der indonesischen Regierung, der FIFA und der AFC wird mit folgenden Zielen gebildet:
  - Festlegung eines Stadionsicherheitsstandards für alle Fußballstadien in Indonesien.
  - Formulierung von Sicherheitsprotokollen und -verfahren, die von der Polizei durchgeführt werden, um internationalen Standards zu entsprechen.
  - Führung von Diskussionen zwischen indonesischen Fußballvereinen und Fanvertretern, um Vorschläge, Beiträge und gemeinsame Verpflichtungen zu sammeln.
  - Neuplanung von Fußballspielen und Durchführung einer Risiko-Nutzen-Analyse.
  - Involvierung von Experten zu Förderungs-, Orientierungs- und Beratungszwecken.
- Einrichtung eines speziellen FIFA-Büros in Indonesien.

Mitte Oktober 2022 erfolgte der Bewerberausschluss Indonesiens als möglicher Gastgeber der Fußball-Asienmeisterschaften 2023.
Am 18. Oktober besuchte FIFA-Präsident Gianni Infantino Jakarta, um sich mit Indonesiens Präsident Joko Widodo, dem Minister für Jugend und Sport, Zainudin Amali, dem Minister für staatliche Unternehmen, Erick Thohir, und dem Präsidenten des indonesischen Fußballverbands, Mochamad Iriawan zu treffen. Demnach sagte er den Behörden des Landes, bei einer umfassenden landesweiten Überarbeitung der Sicherheitsmaßnahmen in den Stadien die Unterstützung der FIFA zu.
Die U20-Fußball-WM im kommenden Jahr soll wie geplant in Indonesien stattfinden.
Am 24. Oktober wurden drei Polizisten, die den Einsatz von Tränengas erlaubten oder anordneten, Kompol Wahyu Setyo Pranoto (Einsatzleiter der Malang-Polizei), AKP Hasdarman (Danki Satbrimob Polda Jatim) und AKP Bambang Sidik Ahmadi. Außerdem drei weitere Beamte, die das Erstligaspiel und seine Sicherheitsvorkehrungen beaufsichtigten, in Ost-Java festgenommen. Diese sind Akhmad Hadian Lukita, der Direktor des Ligaveranstalters, Abdul Haris, der Leiter des Spielausschusses von Arema Malang und Suko Sutrisno, Sicherheitsbeauftragter. Bei einem Schuldspruch drohen ihnen bis zu fünf Jahre Haft. Im Januar 2023 startete der Prozess gegen die Angeklagten.

### Unterbrechung und Wiederaufnahme des Spielbetriebs
Der indonesische Fußballverband Football Association of Indonesia hat nach dem Unglück die weiteren Spielansetzungen in der 1. Liga Indonesiens bis auf Weiteres ausgesetzt. Der Heimmannschaft Arema Malang wurde die Austragung von weiteren Spielen der Erstligasaison 2022/23 untersagt.
Nachdem der Spielbetrieb der 1. Liga für mehr als zwei Monate unterbrochen wurde, ist dieser am 5. Dezember 2022 wieder aufgenommen worden. Die Spiele finden bis auf Weiteres unter Ausschluss der Öffentlichkeit statt. Geplant ist, dass der Ligabetrieb vollständig ausgetragen wird.
Am 7. Dezember nahm auch Arema Malang den Spielbetrieb wieder auf. Auswärts gewann das Team im Manahan-Stadion in Solo gegen Dewa United mit 2:0, durch Tore von Rizky Dwi Febrianto und Evan Dimas.
Persebaya Surabaya gewann das Auftaktspiel zuhause gegen PS Barito Putera mit 3:2. Der Ligabetrieb wurde bis Mitte April 2023 vollständig ausgetragen. Meister wurde PSM Makassar, Persebaya wurde 6. und Arema schloss als 12. ab.

## Hinterbliebenen-Unterstützung
Indonesiens Präsident Joko Widodo besuchte am 5. Oktober Hinterbliebene der Todesopfer sowie Überlebende der Katastrophe. Zuvor wurde beschlossen, dass den Hinterbliebenen der Todesopfer je eine Unterstützungsleistung von 50 Millionen Indonesischen Rupien (ca. 3300 Euro) zukommen werde. Symbolisch hatte Widodo einigen Betroffenen das Geld übergeben.

## Stadion-Abriss
Das Kanjuruhan-Stadion soll abgerissen werden. In Zusammenarbeit mit der FIFA, nach deren Anforderungen, soll ein Neubau entstehen.